# Raffineria Omega Butler
La raffineria Omega Butler è una raffineria di petrolio in progetto, da costruire su 121 acri di terreno nello stato di Rivers, in Nigeria. L'impianto avrà una capacità di 20.000 barili al giorno, con una resa del 90% di prodotti petroliferi leggeri.
Una volta realizzata la raffineria ridurrà il costo del carburante in Nigeria e contribuirà alla crescita economica dello Stato di Rivers creando fino a 1500 posti di lavoro.
Il Department of Petroleum Resources (DPR) nigeriano ha concesso le licenze operative per l'inizio e l'esecuzione del progetto. Il 27 maggio 2015 è stato annunciato che 96 miliardi ₦ (pari a circa 480 milioni di US$) sono stati stanziati per le attività di ingegneria, appalti e costruzione, nonché per i servizi di supervisione e di project management.